# Museo del Automóvil Mullin
El Museo del Automóvil Mullin fue una institución privada localizada en Oxnard, Estados Unidos.

## Historia
Fundado en 2010, el museo exhibía la colección personal de automóviles del empresario y filántropo estadounidense Peter W. Mullin. Contaba con una gran colección de automóviles Bugatti antiguos, muchos de los cuales estaban completamente restaurados y en condiciones de circular. Tras el fallecimiento del fundador en septiembre de 2023, el museo del automóvil cerró sus puertas el 10 de febrero de 2024.
Estaba ubicado en un edificio que había sido ocupado anteriormente por el Museo Chandler Vintage de Transporte y Vida Silvestre. El edificio, que contaba con una superficie de 50 000 pies cuadrados (4600 m²) fue remodelado por el arquitecto estadounidense David Randall Hertz con el objetivo de ser más eficiente energéticamente, utilizando paneles solares y techos reflectantes para reducir el calor, pero incorporando elementos que conservasen el estilo y los motivos de la época del art déco, con el fin de que coincidieran con la época de la mayoría de los automóviles de la colección, muchos de los cuales habían sido construidos por fabricantes franceses en las décadas de 1920 y 1930.

## Colecciones
Aunque era conocido principalmente por su selección de automóviles franceses clásicos y coches de carreras de gran premio, el Museo Mullin también albergaba una colección de muebles Art Déco, así como pinturas y esculturas contemporáneas, incluyendo obras de Charles Arnoldi, Ben Abril y Sigrid Burton.